# Карла Хомолка
Карла Леан Хомолка (на английски: Karla Leanne Homolka) е канадска серийна убийца, която заедно с първия си съпруг Пол Бернардо изнасилва и убива поне 3 малолетни. Тя привлича вниманието на световната медия, когато е осъдена за изнасилването на 2 тийнейджърки от Онтарио – Лезли Махафи и Кристен Френч, както и за изнасилването и убийството на сестра си Тами.
Хомолка и Бернардо са арестувани през 1993. През 1995 Бернардо е осъден за убийството на двете тийнейджърки и получава доживотен затвор и назначение за опасен престъпник. По време на разследването през 1993, Хомолка заявява пред следователите, че Бернардо е злоупотребявал с нея и че е била съучастник в убийствата против волята си. В резултат на това тя сключва сделка с прокурорите за намалена присъда от 12 години в затвор в замяна за признание за виновен по обвинението в убийство. Хомолка получава резултат от 5/40 на теста за психопатия (Psychopathy Checklist), в сравнение с резултата на Бернардо – 35/40.
Въпреки това, видеозаписи на престъпленията изплуват след сделката за правно основание и показват, че тя е по-активен участник, отколкото твърди. В резултат на това сделката, сключена с прокурорите, бива наречена „Сделка с дявола“ от канадската преса. Публичното възмущение от споразумението за признаване на правата на Хомолка продължава до нейното главно освобождаване от затвора през 2005.
След освобождаването си от затвора се установява в провинция Квебек, където се омъжва отново. За кратко живее на Антилите и Гваделупа, но през 2014 г. се завръща в Канада и живее в Квебек.